# Plaine de Khemis Meliana
La Plaine de Khemis Miliana appelée aussi Plaine du haut-Chelif est une plaine agricole situé dans la vallée de l'oued Chelif, entre les massifs du Dahra et ceux de l'Ouarsenis, au nord de l'Algérie. Sa longueur est d'environ 50 km pour une largeur de 10 à 20 km.

## Géographie
Elle est située à une altitude qui oscille de 230 à 380 m. Elle reçoit une pluie annuelle moyenne supérieur à 600 mm/an.
Elle est limitée au nord par le massif du mont Zaccar, contrefort des monts du Dahra, au sud par le massif de l'Ouarsenis, à l'est par le Djebel Gontas et à l'ouest par le Djebel Doui qui le sépare de la plaine d'El Abadia.
La plaine de Khemis Miliana couvre 2 communes de la wilaya de Médéa : Ouamri et Hannacha ; et 12 communes de la Wilaya de Ain Defla, Khemis Miliana, Ain Soltane, Djendel, Ain Lechiekh, Oued Djemaa, Bordj Emir Khaled, Bir Ould Khelifa, Sidi Lakhdar, Djelida, Arib et Ain Defla sur une superficie de 360 km2 soit 7 % du territoire de la wilaya.